# 印度共产党（马列）第二中央委员会
印度共产党（马列）第二中央委员会（英語：Communist Party of India (Marxist–Leninist) Second Central Committee，缩写为CPI (M-L) 2nd CC）是印度的一个共产主义政党。1973年，原印度共产党（马列）亲查鲁·马宗达派分裂为亲林彪派和反林彪派。1973年12月，马哈德夫·慕克吉领导的亲林彪派召开“第二次代表大会”，形成印度共产党（马列） (马哈德夫·慕克吉)。1978年9月，印度共产党（马列） (马哈德夫·慕克吉)分裂为两派，一派是马哈德夫·慕克吉及其支持者，另一派是阿吉朱尔·哈克和尼希特·巴塔查里亚领导的党内强硬派；强硬派宣布将马哈德夫·慕克吉开除出党，并将自己掌握的党组织命名为“印度共产党（马列）第二中央委员会”。目前，该党在比哈尔邦、北方邦和西孟加拉邦等地活跃。